# Jezioro bodenskie
Jezioro bodenskie (Jezioro Bodeńskie) è un film del 1986 diretto da Janusz Zaorski.

## Riconoscimenti
Locarno Film Festival
- 1986 - Pardo d'oro